# Stephanie Wilson

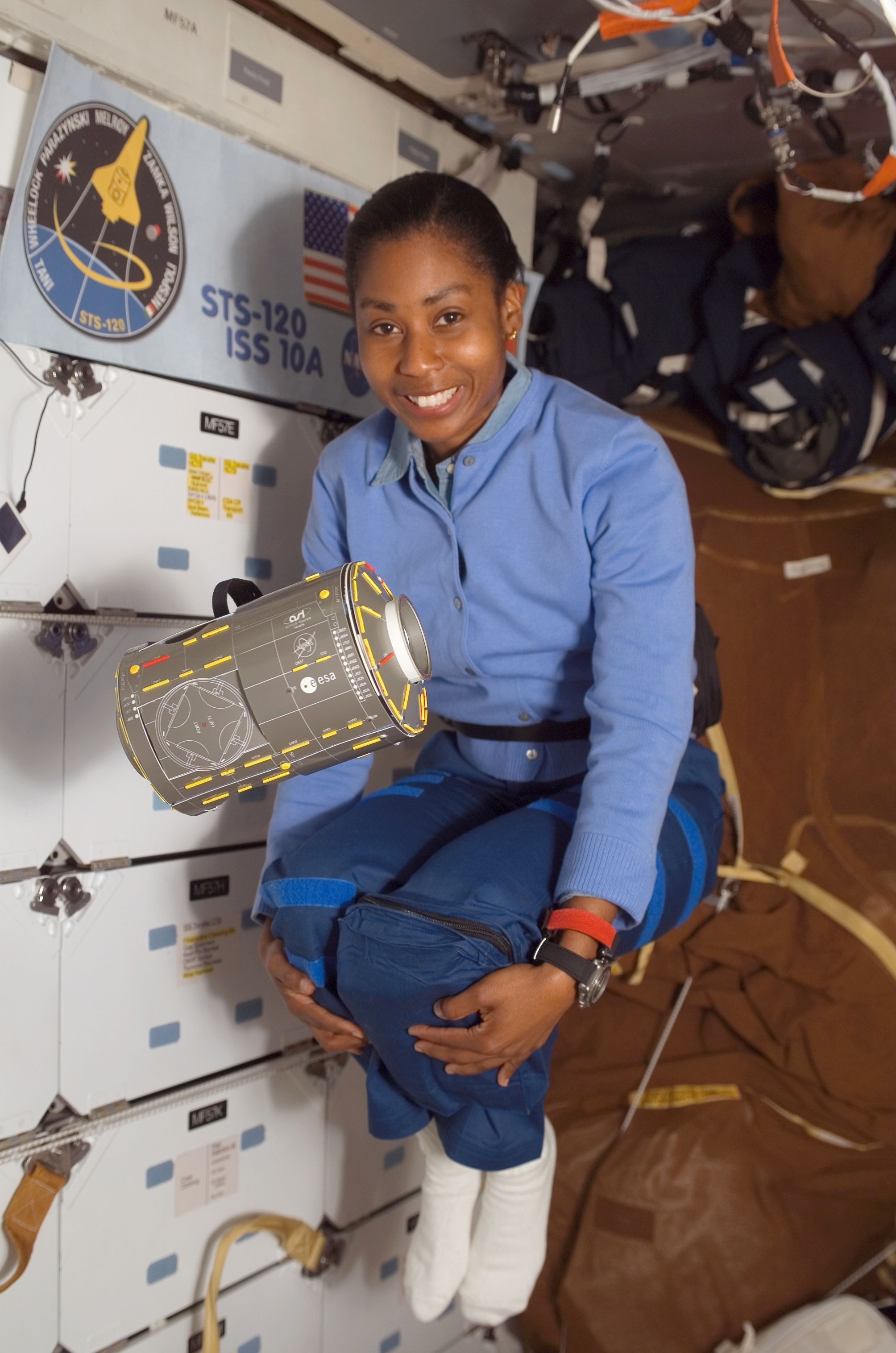
Misja STS-120 – Stephanie Wilson na pokładzie promu Discovery

Stephanie Diana Wilson (ur. 27 września 1966 w Bostonie) – amerykańska astronautka, inżynier.

## Wykształcenie i praca zawodowa
- 1984 – ukończyła szkołę średnią (Taconic High School) w Pittsfield w stanie Massachusetts.
- 1988 – ukończyła licencjackie studia inżynierskie na Uniwersytecie Harvarda w Cambridge.
- 1988–1990 – pracowała w firmie Martin Marietta Astronautics Group w Denver. Zajmowała się zagadnieniami dotyczącymi rakiety nośnej Titan IV (analizą obciążenia i dynamiką). Ponadto brała udział w opracowywaniu informacji telemetrycznych napływających z rakiety i przenoszonego przez nią ładunku.
- 1990 – opuściła ww. firmę, aby uzupełnić studia.
- 1992–1996 – po uzyskaniu w 1992 magisterium w dziedzinie inżynierii lotniczej na Uniwersytecie Teksasu w Austin podjęła pracę w Laboratorium Napędu Odrzutowego (JPL) w Pasadenie w Kalifornii. Była członkinią zespołu, który zajmował się podsystemami sondy Galileo. Odpowiadała m.in. za działanie systemów: naziemnej kontroli lotu, częstotliwości obrotu sondy i pozycjonowania anteny. W JPL uczestniczyła również w programie rozwoju interferometrów. Pracowała tam do momentu przyjęcia do oddziału astronautów NASA.

## Praca w NASA i kariera astronautki
- 1 maja 1996 – została przyjęta do korpusu astronautów (NASA-16) jako kandydatka na specjalistę misji. Do grupy tej zakwalifikowano 35 osób z różnych krajów.
- 1998 – zakończyła dwuletnie szkolenie astronauty, uzyskując status specjalisty misji. Następnie została skierowana do wydziału ds. eksploatacji stacji kosmicznej (Space Station Operations Branch) w Biurze Astronautów NASA. Później przeniesiono ją do pracy w wydziale utrzymania łączności z załogami przebywającymi w kosmosie (CapCom Branch). Pełniła funkcję głównego operatora łączności w centrum kierowania lotem w Johnson Space Center w Houston.
- Grudzień 2002 – została wyznaczona na specjalistę misji w załodze wyprawy STS-120, której start zaplanowano na wiosnę 2004. Jednakże po katastrofie wahadłowca Columbia plan lotów został gruntownie zmieniony, a wspomnianą misję wielokrotnie przesuwano. Ostatecznie termin lotu wyznaczono na jesień 2007.
- Listopad 2004 – została mianowana specjalistą misji w załodze wyprawy STS-121.
- 4–17 lipca 2006 - uczestniczyła w misji STS-121 realizowanej przez załogę wahadłowca Discovery.
- 23 października – 7 listopada 2007 – była specjalistą misji podczas wyprawy STS-120.
- 5–19 kwietnia 2010 – wzięła udział w locie STS-131. Po raz trzeci pełniła funkcję specjalisty misji w załodze promu Discovery.

## Odznaczenia i nagrody
- NASA Distinguished Service Medal (2009, 2011)
- NASA Space Flight Medal (2006, 2007, 2010)
- Doktorat honorowy Williams College w Williamstown (2011)
- Universal Astronaut Insignia za lot orbitalny (nr 443) – Stowarzyszenie Uczestników Lotów Kosmicznych (Association of Space Explorers(inne języki))[1]

## Wykaz lotów
| Loty kosmiczne, w których uczestniczyła Stephanie D. Wilson              | Loty kosmiczne, w których uczestniczyła Stephanie D. Wilson | Loty kosmiczne, w których uczestniczyła Stephanie D. Wilson | Loty kosmiczne, w których uczestniczyła Stephanie D. Wilson | Loty kosmiczne, w których uczestniczyła Stephanie D. Wilson | Loty kosmiczne, w których uczestniczyła Stephanie D. Wilson | Loty kosmiczne, w których uczestniczyła Stephanie D. Wilson |
| Nr                                                                       | Data startu                                                 | Data lądowania                                              | Statek kosmiczny                                            | Funkcja                                                     | Czas trwania                                                |                                                             |
| ------------------------------------------------------------------------ | ----------------------------------------------------------- | ----------------------------------------------------------- | ----------------------------------------------------------- | ----------------------------------------------------------- | ----------------------------------------------------------- | ----------------------------------------------------------- |
| 1                                                                        | 4 lipca 2006                                                | 17 lipca 2006                                               | STS-121 Discovery F-32                                      | Specjalista misji (MS-3)                                    | 12 dni 18 godzin 36 minut i 48 sekund                       |                                                             |
| 2                                                                        | 23 października 2007                                        | 7 listopada 2007                                            | STS-120 Discovery F-34                                      | Specjalista misji (MS-2)                                    | 15 dni 2 godziny 22 minuty i 59 sekund                      |                                                             |
| 3                                                                        | 5 kwietnia 2010                                             | 19 kwietnia 2010                                            | STS-131 Discovery F-38                                      | Specjalista misji (MS-3)                                    | 15 dni 2 godziny 47 minut i 10 sekund                       |                                                             |
| Łączny czas spędzony w kosmosie — 42 dni 23 godziny 46 minut i 57 sekund |                                                             |                                                             |                                                             |                                                             |                                                             |                                                             |